# Phytoreovirus
Genre
Phytoreovirus est un genre de virus de la famille des Reoviridae. Ce sont d'importants agents pathogènes en agriculture, en particulier en Asie. Un membre de cette famille, le  virus du nanisme du riz (Rice dwarf virus, RDV), a été intensément étudié par cryo-microscopie électronique et cristallographie aux rayons X. Ces analyses ont permis d'établir les modèles atomiques des protéines de la capside et un modèle plausible pour l'assemblage de la capside. Alors que les protéines structurelles du RDV ne partagent aucune similarité de séquence avec les autres protéines, la structure globale de la capside est similaire à celle des autres Reoviridae.
Les Phytoreovirus se distinguent parmi les Reoviridae en ce qu'il existe 12 fragments d'ARNdb dans chaque virus. Comme tous les autres virus de la famille des Reoviridae, ils contiennent leur propre ARN polymérase dépendante de l'ARN, ce qui permet la synthèse endogène d'ARNm viral à l'intérieur du virus. Bien qu'ils soient moins bien étudiés que les orthoreovirus et orbivirus, des études structurales et biochimiques considérables ont été entreprises pour caractériser les phytoreovirus, qui, en général, infectent les plantes.
Il existe trois espèces reconnues de Phytoreovirus : le virus des tumeurs de blessure (WTV, wound tumour virus), qui est l'espèce-type du genre, le virus du nanisme du riz (RDV, rice dwarf virus) et le virus du nanisme à galles du riz (RGDV, rice gall dwarf virus). D'autres espèces pourraient être potentiellement rattachées à ce genre : le virus de l'énation foliaire du tabac (TLEF, tobacco leaf enation virus), le virus du rabougrissement buissonnant du riz (rice bunchy stunt virus) et le virus de la patate douce (sweet potato virus). Il existe aussi plusieurs isolats du RDV, qui partagent une identité de séquence à plus de 90%. Parmi ces phytoreovirus, le RDV a été le plus étudié et est le mieux caractérisé. La plupart de nos connaissances sur l'assemblage et la structure des phytoreovirus est basée sur des données structurelles accumulées dans les études sur le RDV.

## Liste des espèces et non-classés
Selon NCBI (9 juin 2014) :
- Rice dwarf virus
  - non-classé Rice dwarf virus (isolate Akita)
  - non-classé Rice dwarf virus (isolate Fujian)
  - non-classé Rice dwarf virus (isolate O)
  - non-classé Rice dwarf virus (isolate S)
- Rice gall dwarf virus
- Wound tumor virus
  - non-classé Wound tumor virus (strain NJ)